# Aldea Santa María (Entre Ríos)
Aldea Santa María es una localidad y comuna de 1ª categoría del distrito Tala del departamento Paraná, en la provincia de Entre Ríos, República Argentina. Se encuentra sobre la margen derecha a 2 km de la Ruta Nacional 12, la cual la vincula al sudoeste con Cerrito y al nordeste con La Paz.
La población de la localidad, es decir sin considerar el área rural, era de 228 personas en 1991 y de 269 en 2001. La población de la jurisdicción de la junta de gobierno era de 658 habitantes en 2001.
El poblado surgió en 1887 cuando un grupo de alemanes del Volga recién llegados a la Argentina compraron a Enrique Woodrich una estancia de 3000 hectáreas. La estancia no poseía fuentes de agua, considerando lo vital de esta circunstancia para el asentamiento de un nuevo poblado. Las tierras estaban cubiertas de montes de espinales, los cuales fueron paulatinamente reemplazados por cultivos agrícolas, favorecidos por la fertilidad de la tierra.
Los límites jurisdiccionales de la junta de gobierno fueron fijados por decreto 5471/1986 MGJE del 13 de noviembre de 1986. Los límites de la planta urbana fijados por decreto 5472/1986 MGJE del 13 de noviembre de 1986.

## Comuna
La reforma de la Constitución de la Provincia de Entre Ríos que entró en vigencia el 1 de noviembre de 2008 dispuso la creación de las comunas, lo que fue reglamentado por la Ley de Comunas n.º 10644, sancionada el 28 de noviembre de 2018 y promulgada el 14 de diciembre de 2018. La ley dispuso que todo centro de población estable que en una superficie de al menos 75 km² contenga entre 700 y 1500 habitantes, constituye una comuna de 1ª categoría. La Ley de Comunas fue reglamentada por el Poder Ejecutivo provincial mediante el decreto 110/2019 de 12 de febrero de 2019, que declaró el reconocimiento ad referéndum del Poder Legislativo de 34 comunas de 1ª categoría con efecto a partir del 11 de diciembre de 2019, entre las cuales se halla Aldea Santa María. La comuna está gobernada por un departamento ejecutivo y por un consejo comunal de 8 miembros, cuyo presidente es a la vez el presidente comunal. Sus primeras autoridades fueron elegidas en las elecciones de 9 de junio de 2019.
El ejido comunal fue establecido por ley 11015 sancionada el 28 de septiembre de 2022, quedando reducido al escindirse el área perteneciente al distrito Antonio Tomás en la zona de Colonia Cerrito, unos 15.6 km².